# Ditrău
Ditrău es una comuna ubicada en el distrito de Harghita, Rumania.

## Superficie
Cuenta con una superficie de 113,7 kilómetros cuadrados.

## Demografía
Hasta 2021 la población era de 5284 habitantes, con una densidad de población de 46,48 habitantes por kilómetro cuadrado.